# Bernard Clavel
Bernard Charles Henri Clavel (n. 29 mai 1923, Lons-le-Saunier, Franche-Comté⁠(d), Franța – d. 5 octombrie 2010, Chambéry, Rhône-Alpes, Franța) a fost un scriitor francez. Participant la mișcarea care se opunea ocupării Franței de către naziști, Rezistența franceză, a cărei experiență îi va marca întreaga viață, scriitorul critică războiul, evocă sentimentul de înstrăinare specific marilor orașe și evidențiază valorile umane.

## Opera
- 1959 - Spaniolul („L'Espagnol”);
- 1962 - Casa altora („La maison des autres”);
- 1963 - Cel care ar fi vrut să vadă marea („Celui qui voulait voir la mer”);
- 1964 - Inima celor vii („Le coeur des vivants”);
- 1970 - Fructele iernii („Les fruit de l'hiver”), roman pentru care a primit Premiul Goncourt în 1968.